# Ałsu Murtazina
Ałsu Murtazina (rus. Алсу Муртазина; ur. 12 grudnia 1987) – rosyjska lekkoatletka specjalizująca się w trójskoku.
W 2009 zajęła 6. miejsce na młodzieżowych mistrzostwach Europy w Kownie. Rok później wystąpiła w finale europejskiego czempionatu w Barcelonie. Piąta zawodniczka uniwersjady w Kazaniu (2013). Złota medalistka mistrzostw Rosji.

## Osiągnięcia
| Rok  | Impreza                        | Miejsce   | Lokata      | Wynik |
| ---- | ------------------------------ | --------- | ----------- | ----- |
| 2009 | Młodzieżowe mistrzostwa Europy | Kowno     | 6. miejsce  | 13,70 |
| 2010 | Mistrzostwa Europy             | Barcelona | 12. miejsce | 13,65 |
| 2013 | Uniwersjada                    | Kazań     | 5. miejsce  | 13,91 |
| 2014 | Mistrzostwa Europy             | Zurych    | 10. miejsce | 13,76 |

## Rekordy życiowe
| Konkurencja        | Wynik | Data           | Miejsce    |
| ------------------ | ----- | -------------- | ---------- |
| Trójskok – stadion | 14,55 | 24 lipca 2011  | Czeboksary |
| Trójskok – hala    | 14,09 | 18 lutego 2011 | Moskwa     |